# مانوک مکرتچیان (سیاستمدار)
مانوک آشوتی مکرتچیان (ارمنی: Մանուկ Աշոտի Մկրտչյան؛ زادهٔ ۲۳ دسامبر ۱۹۵۲) ریاضی‌دان و سیاستمدار اهل ارمنستان است.

## زندگی‌نامه
وی در ۲۳ دسامبر ۱۹۵۲ در گورایک، شهرستان سیسیان به دنیا آمد و از دانشگاه دولتی ایروان فارغ‌التحصیل گشت. وی برنده جوایزی همچون مدال موسس خورناتسی است.